# Вільгельм фон Дюфе
Вільгельм дю Фе, з 1908 року — фон Дюфе (нім. Wilhelm du Fais (von Dufais); 25 вересня 1888, Берлін — 1 вересня 1963, Штутгарт) — німецький офіцер, оберст вермахту, бригадефюрер СС і генерал-майор військ СС.

## Біографія
Син генерал-лейтенанта Прусської армії Отто дю Фе (1852–1926) і його дружини Марії Елізабет, уродженої Йордан (1858–?) 12 лютого 1908 року Отто дю Фе отримав від імператора Вільгельма спадкове дворянство.
У вересні 1906 року вступив у Прусську армію. Учасник Першої світової війни. Після демобілізації армії залишений в рейхсвері. В травні 1937 року вступив в НСДАП (квиток №5 276 398). 1 серпня 1937 року переведений в СС (посвідчення №283 028), був фахівцем у сфері зв'язку, який займався формуванням зв'язку у складі частин посилення СС (пізніше — військ СС). З 1 грудня 1937 по 1 березня 1938 року — начальник 6-го відділу інспекції військ зв'язку у складі 2-го управління Головного оперативного управління СС. З 31 жовтня 1940 року — начальник Управління служби зв'язку Головного управління СС. З 31 січня 1942 року — начальник штабу служби зв'язку військ СС. 1 грудня 1942 року поставлений на чолі служби зв'язку військ СС і займав цю посаду до останніх місяців 1944 року. В другій половині 1944 року за наказом Генріха Гіммлера став першим засідателем суду СС і поліції у справі Карла-Отто Коха.
В травні 1945 року взятий в полон французькими військами. В листопаді 1945 року звільнений. В січні 1946 року заарештований американською окупаційною владою. 29 липня 1947 року під час процесу з денацифікації був визнаний «головним винуватцем». В липні 1948 року звільнений. В червні 1949 року спробував оскаржити вирок. Центральна апеляційна палата Північного Вюртембергу визнала Дюфе «обвинуваченим», проте це рішення не було затверджене і в січні 1952 року справа була закрита. 

## Сім'я
В 1923 році одружився з Геленою фон Гундлах. Під час Другої світової війни за сприяння товариства «Лебенсборн» всиновив двох дітей загиблих бійців військ СС. Восени 1944 року спробував всиновити ще двох дітей.

## Звання
- Оберст (1 квітня 1935)
- Штандартенфюрер СС (1 серпня 1937)
- Оберфюрер СС (1 жовтня 1941)
- Бригадефюрер СС і генерал-майор військ СС (21 червня 1943)

## Нагороди
- Залізний хрест 2-го і 1-го класу
- Почесний хрест ветерана війни з мечами (28 січня 1935)[1]
- Йольський свічник[1]
- Кільце «Мертва голова»[1]
- Почесна шпага рейхсфюрера СС[1]
- Хрест Воєнних заслуг
  - 2-го класу з мечами (1942)
  - 1-го класу з мечами (30 січня 1944)[1]